# Umuara juquia
Umuara juquia är en spindelart som beskrevs av Antonio D. Brescovit 1997. Umuara juquia ingår i släktet Umuara och familjen spökspindlar. Inga underarter finns listade i Catalogue of Life.